# Jin od Xije
Jin [Džin] (廑) bio je 13. kralj kineske dinastije Xije, potomak Yua Velikog, a smatra se legendarnim carem.
Znan je i kao Yinjia, a njegovo ime Jin znači "koliba".
Bio je sin kralja Jionga i unuk Xiea, a vladao je nakon oca, otprilike 21 godinu.
Jedan od njegovih vazala zvao se Ji Fan.
Jin je poznat po premještanju glavnoga grada.